# Paul Wesley
Paul Wesley, vlastním jménem Pawel Thomas Wasilewski (* 23. července 1982 New Brunswick, New Jersey, USA) je americký herec. Nejvíc se proslavil rolí Stefana Salvatora v seriálu stanice CW Upíří deníky a jako Aaron Corbett v seriálu ABC Family Fallen.

## Životopis
Jeho rodiče, Agnieszka a Thomas Wasilewski, se přistěhovali z Polska a Paul se narodil v New Brunswick, New Jersey. Jeho rodné jméno je Pawel Thomas Wasilewski, které si nechal změnit, protože se to špatně vyslovovalo. Má tři sestry - o dva roky starší Moniku a dvě mladší Leah a Julii. Ovládá i polštinu, protože každé čtyři měsíce každý rok do jeho 16 let trávil v Polsku.
Navštěvoval Christian Brothers Academy v Lincroftu v New Jersey a Marlboro High School. Během studií získal roli v seriálu The Guilding Light a kvůli natáčení přešel na Lakewood Prep School. Odmaturoval v roce 2000 a začal navštěvovat Rutgers University, ale po prvním semestru odešel za svojí hereckou kariérou.

## Kariéra
Jeho hereckou kariéru odstartovala role Seana McKinnona v televizním seriálu Another World, ale už dva roky předtím se objevil v seriálu The Guiding Light. Po menších rolích dostal nabídku zahrát si postavu Luka Case v televizním seriálu Wolf Lake a tuto příležitost i využil. Objevil se i ve filmu Minority Report. Ale vidět ho můžeme i v menších rolích v seriálech O.C., Smallville, 8 jednoduchých pravidel nebo Everwood.
Přelomovou rolí pro něj byla role 18letého Aarona Corbetta - na půl člověk na půl anděl v mini-seriálu Fallen. Další hlavní role pak na sebe nenechaly dlouho čekat, natočil film Killer Movie, kde si zahrál po boku Kaley Cuoco. Jednu z hlavních rolí si zahrál i ve snímcích Děvče od sousedů nebo Elsewhere.

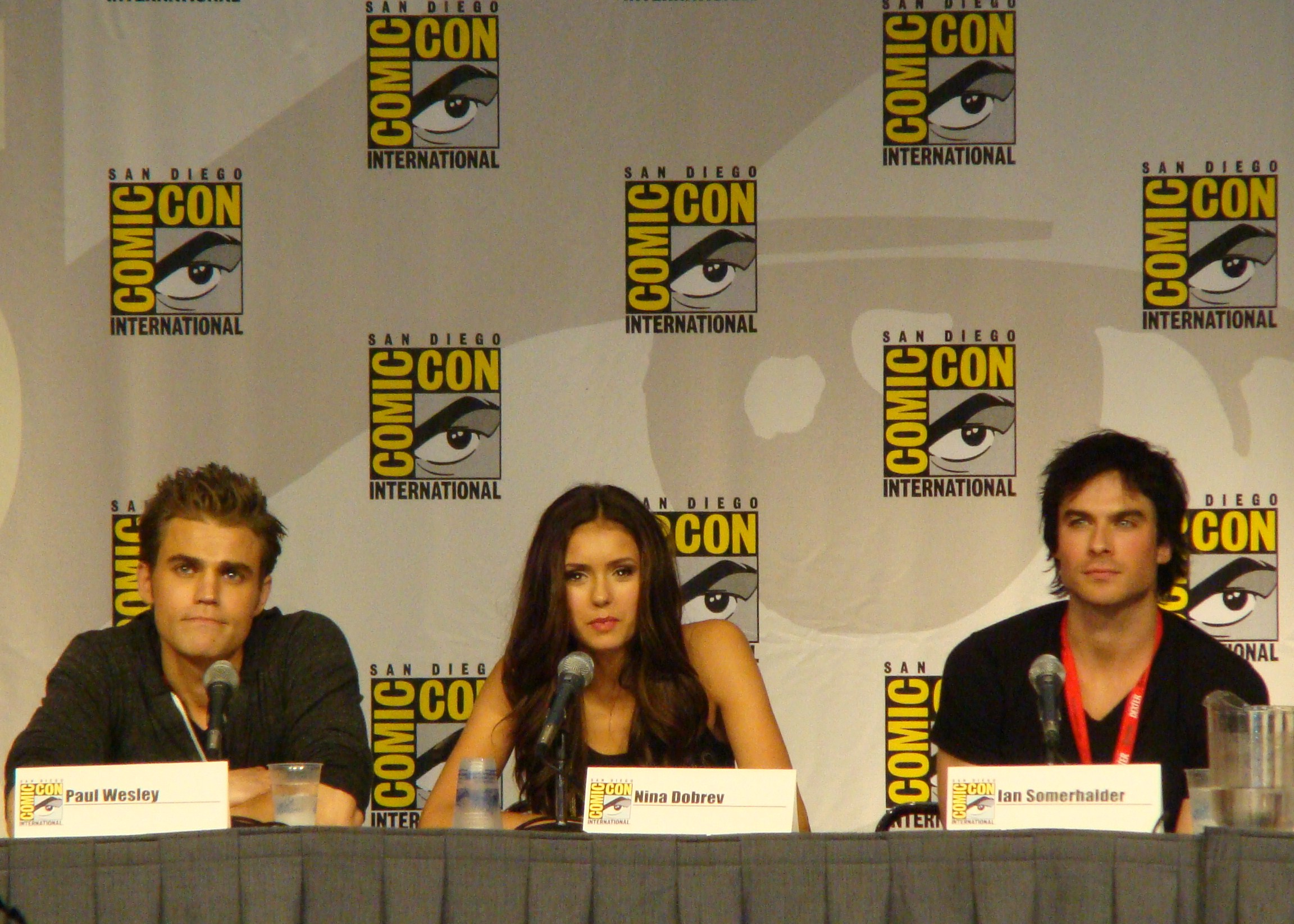
Paul Wesley, Nina Dobrev a Ian Somerhalder

V roce 2009 získal roli Stefana Salvatora v seriálu stanice The CW Upíří deníky, kde hraje bratra Damona Salvatora (Ian Somerhalder) a přítele Eleny Gilbert (Nina Dobrev). V seriálu pracoval se svojí bývalou manželkou Torrey DeVitto, která v seriálu hrála doktorku Meredith Fell. V květnu roku 2011 byl obsazen do filmu Grázlové z vidlákova. V roce 2014 získal roli v romantické komedii Sam & Amira a v dramtickém filmu, po boku Emmy Rossum Before I Disappear.
V roce 2016 si založil vlastní produkční společnosti Citizen Media a podepsal smlouvu se společností Warner Bros. Television na produkci čtyř nových televizních seriálu, Confessions of a Drug-Addicted High School Teacher, Finding Natalie, Pecos a Shanghai Summer. V červnu 2018 bylo potvrzeno, že získal jednu z hlavních rolí seriálu CBS Nepohádky.

## Osobní život

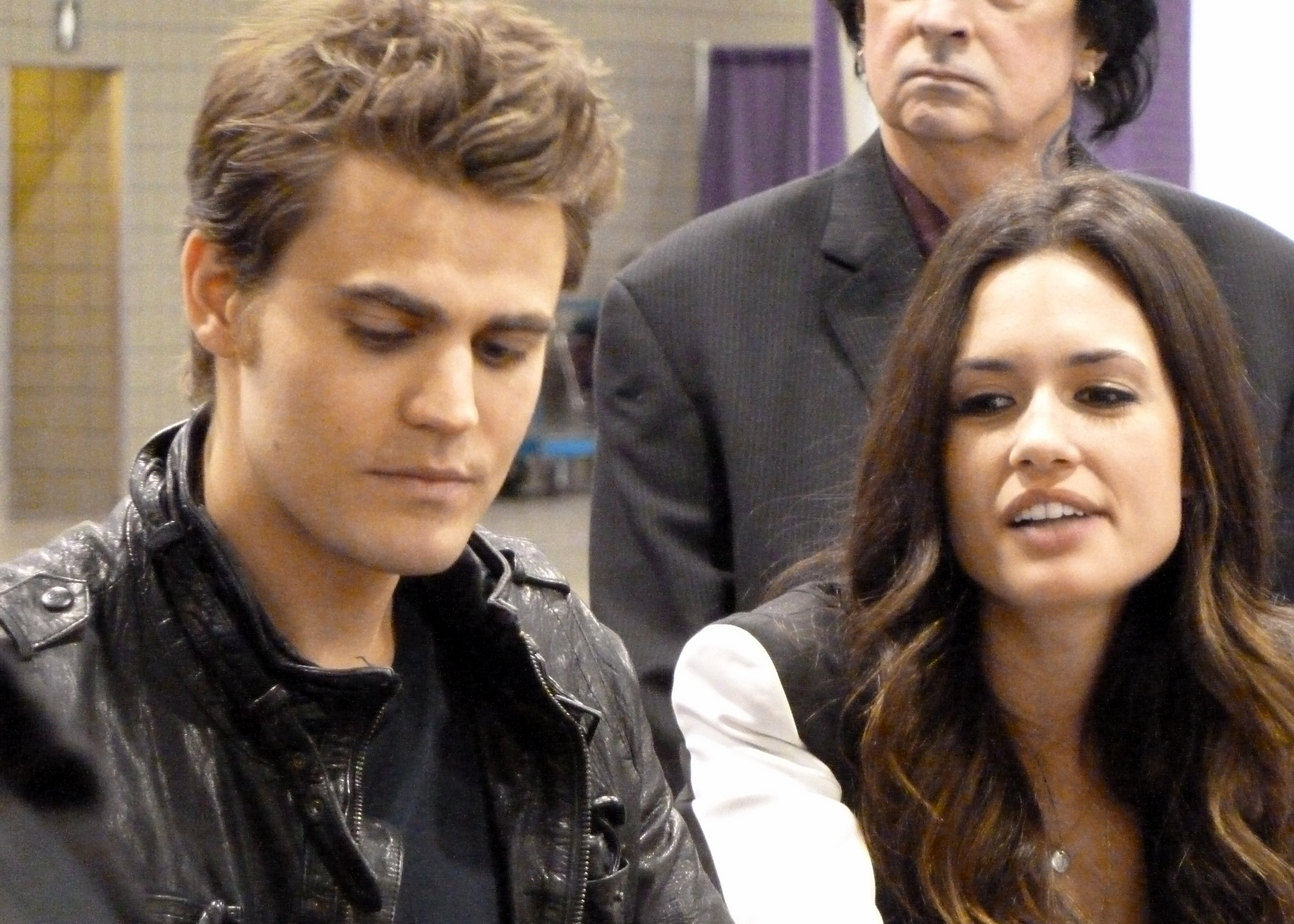
Paul Wesley a Torrey DeVitto v roce 2012

V roce 2007 začal chodit s herečkou Torrey DeVitto, ti se potkali při natáčení filmu Killer Movie. Pár se vzal v dubnu 2011. V červenci 2013 pár oznámil, že se rozvádí. Od září 2013 chodil s herečkou Phoebe Tonkin, se kterou se poznal na natáčení seriálu v roce 2012. Dvojice se rozešla po čtyřech letech v březnu roku 2017. V únoru 2019 se oženil s Ines de Ramon. Dvojice se rozešla v průběhu roku 2022. V únoru 2023 podal herec žádost o rozvod. V průběhu roku 2022 začal randit s Natalie Kuckenberg. V červenci 2025 se zasnoubili. 

## Filmografie

### jako režisér
| Rok       | Název               | Poznámky                |
| --------- | ------------------- | ----------------------- |
| 2009–2016 | Upíří deníky        | 8 sérií                 |
| 2017      | Shadowhunters       | díl: „Day of Atonement“ |
| 2018      | Legacies            |                         |
| 2018      | Roswell, New Mexico |                         |

### jako producent
| Rok  | Název              |
| ---- | ------------------ |
| 2010 | Norman             |
| 2014 | Before I Disappear |

### jako herec

#### Film
| Rok  | Název                | Role           | Poznámky            |
| ---- | -------------------- | -------------- | ------------------- |
| 2004 | The Last Run         | Seth           |                     |
| 2005 | Roll Bounce          | Troy           |                     |
| 2006 | Sexy tým             | Jackson Fargo  |                     |
| 2006 | Pokojný bojovník     | Trevor         |                     |
| 2006 | Lenexa, 1 Mile       | Rick Lauiser   |                     |
| 2008 | Killer Movie         | Jake Tanner    |                     |
| 2009 | Elsewhere            | Billy          |                     |
| 2010 | Modrá hlubina        | Craig Morrison |                     |
| 2013 | Grázlové z vidlákova | Anthony Reese  |                     |
| 2014 | Before I Disappear   | Gideon         |                     |
| 2014 | Amira and Sam        | Charlie        |                     |
| 2016 | Matky a dcery        | Kevin          |                     |
| 2016 | The Late Bloomer     | Charlie        |                     |
| 2018 | Aliens               | vypravěč       | krátkometrážní film |

#### Televize
| Rok       | Název                                     | Role                             | Poznámky                                   |
| --------- | ----------------------------------------- | -------------------------------- | ------------------------------------------ |
| 1999      | Another World                             | Sean McKinnon                    |                                            |
| 1999-2001 | U nás ve Springfieldu                     | Max Nickerson                    |                                            |
| 2000,2005 | Zákon a pořádek: Útvar pro zvláštní oběti | Danny Burrell/Luke Breslin       | díly: „Wrong is Right“ a „Rozervaní“       |
| 2001      | Ráno do srdce                             | Gary (věk 14-22)                 | TV film                                    |
| 2001-02   | Wolf Lake                                 | Luke Cates                       | 9 dílů                                     |
| 2002      | Young Arthur                              | Lancelot                         | TV film                                    |
| 2002      | Zákon a pořádek: Zločinné úmysly          | Luke Miller                      | díl: „Malignant“                           |
| 2002-05   | American Dreams                           | Tommy DeFelice                   | 10 epizod                                  |
| 2003      | The Edge                                  | sám sebe                         | TV film                                    |
| 2003      | Smallville                                | Lucas Luthor                     | díl: „Ztracený syn“                        |
| 2003      | O.C.                                      | Donnie                           | díl: „The Outsider“                        |
| 2003-04   | 8 Simply Rules...                         | Damien                           | 3 díly                                     |
| 2003-04   | Everwood                                  | Tommy Callahan                   | 9 dílů                                     |
| 2004      | Kriminálka Miami                          | Jack Warner Bradford             | díl: „Nezákonně“                           |
| 2005      | Kriminálka New York                       | Steve Samprass                   | díl: „Velká vražda na hlavním nádraží“     |
| 2006      | Drzá Jordan                               | Quentin Baker                    | díl: „Ledové příběhy“                      |
| 2006      | Fallen                                    | Aaron Corbett                    | TV film                                    |
| 2007      | Fallen                                    | Aaron Corbett                    | 3 díly                                     |
| 2007      | Cane                                      | Nick                             | 3 díly                                     |
| 2007      | Žralok                                    | Justin Bishop                    | díl: „Čtyři kamarádi“                      |
| 2008      | Děvče od sousedů                          | Evan Carroll                     | TV film                                    |
| 2008      | Odložené případy                          | Petey Murphy                     | díl: „Špatná pověst“                       |
| 2008–2009 | Army Wives                                | Logan Atwater                    | vedlejší role, 6 dílů                      |
| 2009–2010 | 24 hodin                                  | Stephen                          | 4 díly                                     |
| 2009–2017 | Upíří deníky                              | Stefan Salvatore/Silas/Tom Avery | hlavní role, producent (8. řada), 171 dílů |
| 2016      | The Originals                             | Stefan Salvatore/                | díl: „A Streetcar Named Desire“            |
| 2018      | Robot Chicken                             | Více rolí (hlas)                 | díl: „Shall I Visit the Dinosaurs?“        |
| 2018      | Medal of Honor                            | Clint Romesha                    | dokumentární seriál, díl: „Clint Romesha“  |
| 2018–2020 | Nepohádky                                 | Eddie                            | hlavní role, 17 dílů                       |